# Chlorurus bleekeri
Chlorurus bleekeri · Poisson-perroquet à joue blanche
Espèce
Synonymes
- Callyodon bleekeri De Beaufort, 1940
- Scarus bleekeri (De Beaufort, 1940)
- Scarus cyanotaenia Bleeker, 1854

Statut de conservation UICN

 LC  : Préoccupation mineure
Chlorurus bleekeri, communément nommé Poisson-perroquet à joue blanche, est une espèce de poisson marin de la famille des Scaridae.
Le Poisson-perroquet à joue blanche est présent dans les eaux tropicales de la zone centrale de la région Indo-Pacifique.
Sa taille maximale est de 49 cm.